# 土師大保度
土師 大保度（はじ の おおほど、生没年不明）は、古代日本の豪族。その素性については多くが明らかになっていない。 

　